# Aéroport régional de Youngstown-Warren
L'aéroport régional de Youngstown-Warren est un aéroport américain civil et militaire situé en Ohio, dans le Comté de Trumbull.